# Route nationale 1075
Die N1075 war eine französische Nationalstraße, die zunächst von 1993 an eine Schnellstraße (Rocade) am Westrand der Stadt Voiron und Zubringer zur Autoroute A48 bildete. 2006 wurde sie zur Route départementale 1076 abgestuft. Diese Strecke belief sich auf ca. 5 Kilometer.
Von 1996 bis 2014 war der etwa einen Kilometer lange Autobahnzubringer im Industriegebiet von Le Monastier-Pin-Moriès zur Autoroute A75 mit N1075 beschildert. 2014 wurde ein Teil zum Streckenast der Autoroute A75 gewidmet und die restliche Strecke umgewidmet.